# 716 a.C.
Il 716 a.C. (DCCXVI a.C. in numeri romani) è un anno  dell'VIII secolo a.C.

## Eventi
- Secondo la tradizione, alla morte di Romolo, inizia il regno del secondo re di Roma, Numa Pompilio.

## Morti
- Acaz, re
- Romolo, re romano (n. 771 a.C.)